# Tanagra
Tanagra  este un oraș în Grecia în prefectura Boeotia.